# Ирина Акташева
Ирина Алексеевна Акташева е българска режисьорка, актриса и сценаристка. Част от режисьорския дует, включващ и нейния съпруг Христо Писков, създали заедно популярни български филми, сред които Като песен, Смърт няма, Лавина и забранения от тогавашната социалистическа власт Понеделник сутрин.

## Биография
Родена е в град Йолатан, СССР на 6 октомври 1931 г. Завършва Всерусийския държавен институт за кинематография „С. А. Герасимов“ (ВГИК), Москва през 1953 г. със специалност актьорско майсторство при Сергей Герасимов и Тамара Макарова. Работи в Театъра на киноактьора в Москва (1953 – 1955), след което е асистент режисьор и втори режисьор в Студията за игрални филми „Бояна“. От 1960 г. е сърежисьор заедно със Христо Писков. Членка на Съюза на българските филмови дейци и заслужила артистка (1982). Носителка е на орден „Кирил и Методий“ III и II степен.
Дъщеря ѝ е Наталия Пискова.
Умира на 11 февруари 2018 г.

## Филмография
Като режисьор
- Смърт няма (1963)
- Като песен (1973)
- Слънчев удар (1977)
- Лавина (1982)
- Само ти, сърце (1987)
- Понеделник сутрин (1965, премиера 1988) – (заедно с Христо Писков)

Като сценарист
- Слънчев удар (1977)
- Лавина (1982)
- Само ти, сърце... (1987)
- Живей опасно (1989)

Като актьор
- Командирът на отряда (1959) Людмила

## Награди
- I награда за режисура за филма Бедната улица (Варна, 1960)
- II награда за филма Смърт няма (Варна, 1963)
- награда за творчески кинотърсения за Смърт няма (1963)
- II награда за филма Като песен (Варна, 1972)
- Награда на в. „Руде право“ за филма Слънчев удар (Карлови Вари, Чехословакия, 1978)
- Награда на БЧК за филма Лавина (Варна, 1982)
- Специалната награда на СБФД за филма Понеделник сутрин (1989)
- Специална награда за филма Лавина (1983, Делхи, Индия)[1]

### Цитирана литература
- Янакиев, Александър. Българско кино. Енциклопедия.   София, Титра, 2000. ISBN 954-90486-2-4. с. 12.